# Norse (Texas)
Norse est une ancienne localité et dorénavant une ville fantôme, qui était située le long de la route farm-to-market 182, à l'ouest de Clifton et au sud-ouest du comté de Bosque, au Texas, aux États-Unis. Elle est fondée par des colons norvègiens, arrivés dans la région dès 1845.

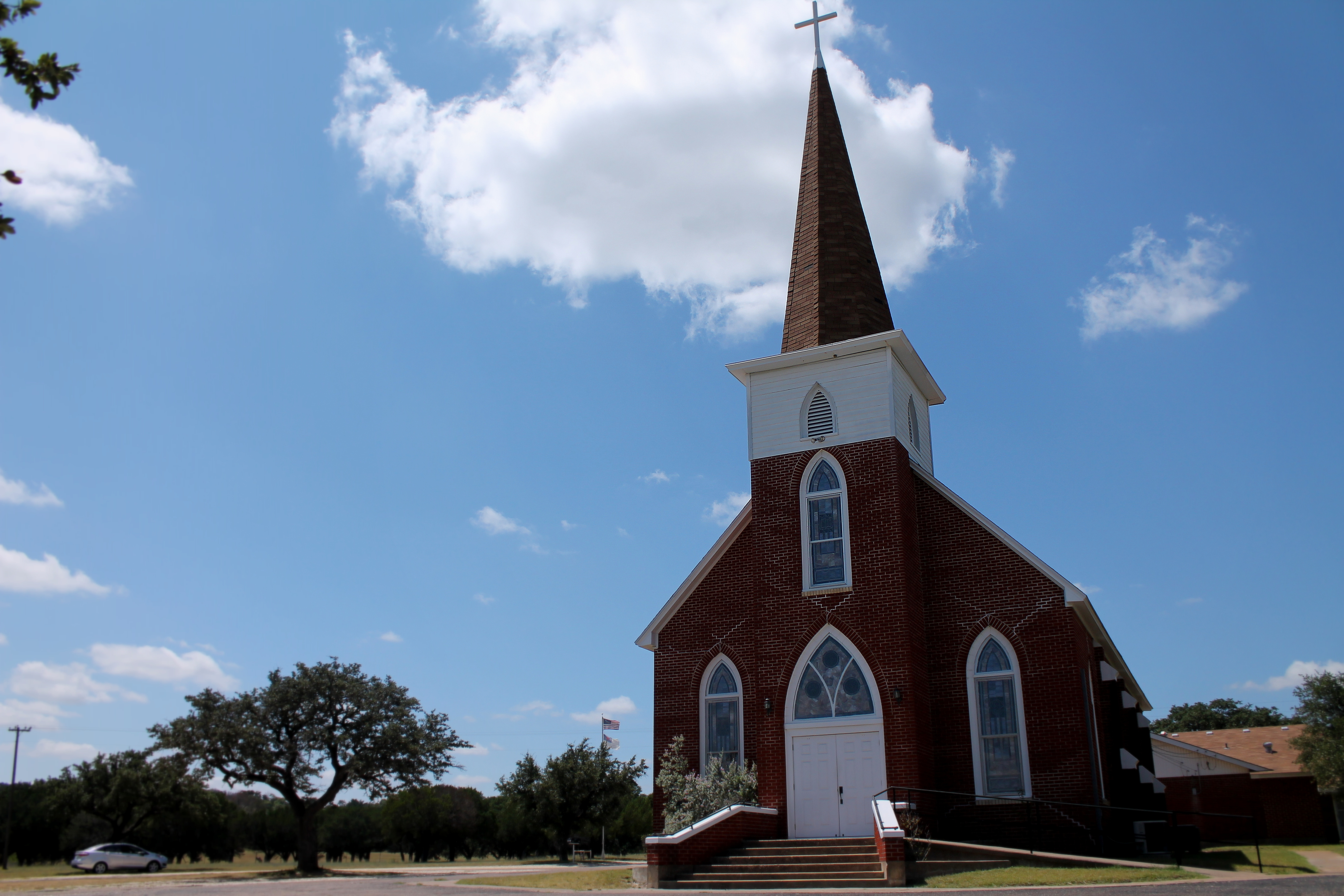
Eglise à Norse (construite en 1886).

### Source de la traduction
- (en) Cet article est partiellement ou en totalité issu de l’article de Wikipédia en anglais intitulé « Norse, Texas » (voir la liste des auteurs).